# Dambo (film)
Dambo (담보?), noto anche con il titolo internazionale Pawn, è un film del 2020 scritto da Park Ji-wan e diretto da Kang Dae-gyu.

## Trama
Gli strozzini Doo-seok e Jong-bae si ritrovano a doversi occupare di una piccola bambina di nove anni, dopo che la loro madre viene espulsa dalla Corea in quanto immigrata clandestina, e progressivamente sviluppano un reale affetto per la bambina che, cresciuta, potrà raccontare la sua storia.

## Distribuzione
In Corea del Sud la pellicola è stata distribuita dalla CJ Entertainment, a partire dal 29 settembre 2020.